# Kogia
Kogia (Kogia) – rodzaj ssaków z rodziny kogiowatych (Kogiidae).

## Rozmieszczenie geograficzne
Rodzaj obejmuje gatunki występujące w umiarkowanych i ciepłych wodach Oceanu Atlantyckiego, Spokojnego i Indyjskiego.

## Morfologia
Długość ciała 200–420 cm; masa ciała 136–680 kg.

## Systematyka
Rodzaj zdefiniował w 1846 roku angielski zoolog John Edward Gray w rozdziale dotyczącym ssaków w publikacji której współautorem jest szkocki przyrodnik John Richardson zatytułowanej Zoologia podczas podróży statków H.M.S. Erebus i Terror pod dowództwem kapitana Sir Jamesa Clarka Rossa w latach 1839–1843. Gatunkiem typowym jest (oznaczenie monotypowe) kogia krótkogłowa (K. breviceps).

### Etymologia
- Kogia (Cogia): etymologia niejasna, Gray nie wyjaśnił pochodzenia nazwy zwyczajowej[1]; być może jest to zlatynizowana forma ang. codger ‘dziwak’. Może być również uhonorowaniem Turka podpisującego siebie jako „Cogia Effendi”, który obserwował wieloryby żyjące w Morzu Śródziemnym[13][14].
- Euphysetes (Euphycetes): gr. ευ eu ‘dobry’; φυσητής physetēs ‘dmuchacz, dmuchawa’, od φυσάω physao ‘dmuchać’[15]. Gatunek typowy (oznaczenie monotypowe): Euphysetes grayii Wall, 1851 (= Physeter breviceps Blainville, 1838).
- Callignathus: καλλος kallos ‘piękno’, od καλος kalos ‘piękny’; γναθος gnathos ‘żuchwa’[16]. Gatunek typowy (oryginalne oznaczenie): Physeter simus Owen, 1866.
- Callignathula: rodzaj Callignathus Gill, 1871; łac. przyrostek zdrabniający -ula[6][17].

### Podział systematyczny
Do rodzaju należą następujące występujące współcześnie gatunki:
| Grafika | Gatunek         | Autor i rok opisu     | Nazwa zwyczajowa  | Podgatunki         | Rozmieszczenie geograficzne | Podstawowe wymiary            | Status IUCN |
| ------- | --------------- | --------------------- | ----------------- | ------------------ | --- | ----------------------------- | ----------- |
|         | Kogia breviceps | (de Blainville, 1838) | kogia krótkogłowa | gatunek monotypowy | umiarkowane i tropikalne wody Oceanu Atlantyckiego, Spokojnego i Indyjskiego; osobniki wyrzucone na brzeg głównie wzdłuż wschodnich Stanów Zjednoczonych, Południowej Afryki, Nowej Zelandii, Francji i Hiszpanii                    | DC: 270–420 cm MC: 342–680 kg | LC          |
|         | Kogia sima      | (R. Owen, 1866)       | kogia płaskonosa  | gatunek monotypowy | umiarkowane i tropikalne wody Oceanu Atlantyckiego, Spokojnego i Indyjskiego; osobniki wyrzucone na brzeg głównie wzdłuż południowo-zachodnich i południowo-wschodnich Stanów Zjednoczonych, Południowej Afryki i południowej Arabii | DC: 200–270 cm MC: 136–280 kg | LC          |

Kategorie IUCN:  LC  – gatunek najmniejszej troski.
Opisano również gatunki wymarłe:
- Kogia danomurai Benites-Palomino, Vélez-Juarbe, Collareta, Ochoa, Altamirano, Carré, Laime, Urbina, Salas-Gismondi & Lautenschlager, 2021[20]
- Kogia pusillus (Pilleri, 1987)[21]